# Mary L. Caldwell
Mary Letitia Caldwell (* 18. Dezember 1890 in Bogotá, Kolumbien; † 1. Juli 1972 in Fishkill, New York) war eine US-amerikanische Biochemikerin.

## Leben
Mary Letitia Caldwell wurde als Tochter von Milton Etsil und Susanna Caldwell, geborene Adams, am 18. Dezember 1890 in Bogotá geboren. Ihr Vater war zu dieser Zeit als Missionar der Episkopalkirche der Vereinigten Staaten von Amerika in Kolumbien. Die fünf Kinder der Familie wuchsen in Bogotá auf und Anfang des 20. Jahrhunderts kehrte die Familie in die Vereinigten Staaten zurück. Mary L. Caldwell besuchte ab 1909 das Western College for Women in Oxford, Ohio. Sie machte 1913 ihren Bachelor-Abschluss und arbeitete die nächsten fünf Jahre am College als Lehrkraft sowie später als Assistenzprofessorin für Chemie. 1918 ging sie zu Henry C. Sherman an die Columbia University in New York City, machte hier 1919 ihren Master-Abschluss und promovierte 1921 in Biochemie. Sie blieb daraufhin an der Universität und wirkte hier die nächsten vier Jahrzehnte bis zu ihrer Pensionierung 1959 an der Chemiefakultät. Beginnend als Lehrkraft und später als Assistenzprofessorin für Chemie, wurde sie 1948 Professorin und war zu jener Zeit die einzige Frau in dieser Position an der Columbia University.
Mary L. Caldwell erforschte die Stärke abbauenden Amylasen. Sie entwickelte in den 1920er und 1930er Jahren Verfahren zur Aufreinigung der Enzyme, die seit den 1940er Jahren als Standardverfahren auf diesem Gebiet eingesetzt werden. Sie erzeugte als erste Pankreas-Amylase des Schweins (porcine pancreatic amylase) in kristalliner Form. Sie zeigte, dass es sich bei den Amylasen um Proteine handelt und sich die aus unterschiedlichen Quellen gewonnenen α-Amylasen in ihrem Wirkungsmechanismus unterscheiden. Für ihre Arbeiten wurde sie 1960 mit der Garvan-Olin-Medaille der American Chemical Society ausgezeichnet.